# Éric Gérard (diplomate)
Pour les articles homonymes, voir Éric Gérard et Gérard.
Éric Gérard est un officier et diplomate français.

## Biographie
Saint-cyrien, Éric Gérard a fait la première partie de sa carrière professionnelle dans la Gendarmerie nationale qu'il a quittée avec le grade de lieutenant-colonel. Chef d’escadron, il a ensuite été commandant du GIGN de 1997 à 2002, avec le grade de lieutenant-colonel.
Se tournant vers la diplomatie, il rejoint en 2007 le ministère des Affaires étrangères, où il crée le service de sécurité diplomatique. À ce poste qu’il a occupé jusqu'en 2013, il a pour mission de sécuriser le réseau diplomatique et consulaire français à l’étranger et les implantations du Quai d'Orsay à Paris et à Nantes.
En 2013, Éric Gérard est nommé consul général de France à Marrakech, puis, en 2017, consul général de France à Alger. En juillet 2018, il est nommé ambassadeur de France en République centrafricaine. Il devient ambassadeur de France au Tchad en juillet 2023.

## Distinctions honorifiques
Il est commandeur de la Légion d’honneur.